# 존 듀이
존 듀이(John Dewey, 1859년 10월 20일 ~ 1952년 6월 1일)는 미국의 철학자, 심리학자, 교육학자이다. 듀이는 미국인 최초로 자신이 직접 저술한 제목의 심리학 교과서를 출간하였다. 그는 기능심리학을 주창하였으며, 미국의 학교 제도에 막대한 영향을 준 진보주의를 이끌었고, 자유주의를 지지하였다.
듀이의 교육 사상은 민주주의에 대한 확고한 신념을 바탕으로 하였다. 그는 1888년 미시건 대학교에서 "민주주의와 휴머니티의 거대하고 온전하며 도덕적인 이상은 내 마음 속에서 같은 말이다."라고 연설한 바 있다. 민주주의에 대한 열망으로 듀이는 학교 제도와 시민사회를 개혁하고자 하였다.

## 생애

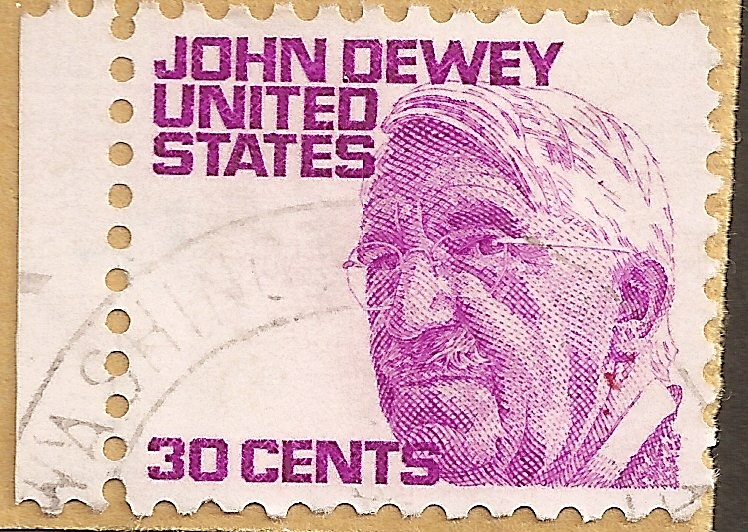
존 듀이 초상이 그려진 미국 우표.

존 듀이는 1859년 10월 20일 미국 버몬트주 벌링턴에서 아버지 아치벌드 스프레이그 듀이(Archibald Sprague Dewey)와 어머니 루사이너 아르터미지어 리치 듀이(Lucina Artemisia Rich Dewey) 사이에서 4남 중 셋째로 태어났다. 첫째와 둘째가 어린 나이에 죽자 어머니는 칼뱅주의 교회로 개종했다. 아버지는 남북전쟁 기간에 북군에 종군했고, 전쟁 뒤에는 담배 가게를 운영했다.
존 듀이는 뛰어난 학생이었고, 15세의 이른 나이에 버몬트 대학교에 입학하여 델타 싸이(Delta Psi)에 입회했고, 4년 뒤인 1879년에는 파이 베타 카파(Phi Beta Kappa) 회원이자 학과 차석으로 졸업했다. 듀이는 당시 버몬트 대학교의 철학 교수였던 헨리 어거스터스 피어슨 토레이(Henry Augustus Pearson Torrey, 1837~1902)의 수업에 흥미를 보였다.
분야는 임마누엘 칸트였고, 듀이는 그의 《순수이성비판》 강의에서 많은 영향을 받았다.
존 듀이의 아버지는 아들이 자신의 뒤를 이어 상인이 될 것이라고 생각하였다. 그러나, 그의 고향 버링톤에서는 일자리를 구하기가 어려웠다. 듀이는 사촌의 권유로 오일 시의 고등학교 교사로 취직하였다. 듀이는 한 달 40 달러의 급여를 받으며 라틴어, 대수학, 과학 등의 과목을 가르쳤다. 듀이는 2년간 오일 시의 교사 생활을 한 뒤 고향에서 직장을 구할 생각으로 사직하였다.
그는 이모에게서 2천 달러를 빌려 1882년 존스 홉킨스 대학교의 철학 대학원에 진학하였고 1884년 그곳에서 "칸트의 심리학"이란 제목의 논문으로 철학 박사 학위를 수여받았다. 같은 해 시카고 대학교 강사가 되었다. 이어 조지 실버스터 모리스의 도움으로 미시간 대학교의 교수진으로 임용되는 등 미네소타·미시간·시카고·콜롬비아의 각 대학 교수, 1930년에는 콜럼비아 대학 명예 교수가 되었다.
1894년 듀이는 갓 창립된 시카고 대학교로 자리를 옮겨 자신의 지식에 대한 경험주의적 신념과 학교 제도에 대한 실용주의적 주장을 펼칠 수 있었다. 시카고 대학에 재직하는 동안 존 듀이는 네개의 주요한 저작을 발표하였으며 이 기간 동안 시카고 실험 학교를 창립하여 자신의 주장을 실천에 옮길 수 있는 장을 만들었다. 이 기간에 발표된 그의 주요 저작은 1903년 《논리이론에 대한 연구(Studies in Logical Theory)》라는 제목으로 출간되었다. 1904년 그는 주변의 반대로 인해 동부를 떠나 콜럼비아 대학교로 이직하였으며 이 후 평생동안 이 대학의 철학과 교수로 재직하였다. 그는 오랫동안 미국교사연맹의 회원이었다.
존 듀이는 실용주의 철학에 있어 주요한 인물 중 하나였고 기능심리학의 창시자들 중 하나로 여겨진다. 잘 알려진 사회 참여 지식인이었던 그는 또한 진보주의 교육과 진보주의에 대해 목소리를 높인 사람이었다. 비록 듀이는 그의 교육에 대한 저서로 가장 유명하지만, 그는 인식론, 형이상학, 미학, 예술, 논리, 사회이론, 윤리를 포함하는 많은 다른 분야에 대해서도 집필했다.
듀이의 업적의 가장 중요한 테마는 그의 민주주의에 대한 뿌리깊은 믿음이다. 1888년에 미시간 대학에 있을 때, 그는 스스로 “나에게 민주주의와 단 하나의 궁극적이고 윤리적인 인간애의 이상은 같은 의미를 갖는다.” 고 말했다.
민주주의를 지지하기로 잘 알려진 그는 두 가지의 근본적인 요소인 학교와 시민사회가 주목받아야 할 주요한 화제라고 생각했다. 듀이는 선거권을 확장하는 것뿐만 아니라 시민, 전문가 그리고 자신이 채택하는 정책에 대해 책임을 지는 정치인 사이의 소통에 의해 성취되고 충분하게 형성된 대중의 의견을 보장함으로써 완전한 민주주의를 실현할 수 있다고 믿었다.
미시간 대학에서 듀이는 그의 생애 첫 저서 두 권을 출간했다. 심리학(Psychology, 1888)과 라입니즈의 인간 이해에 관한 새로운 에세이(Leibniz's New Essays Concerning the Human Understanding, 1888)는 모두 초창기 듀이의 영국식 신헤겔설에 대한 몰입을 보여준다. 심리학에서 듀이는 이상주의와 실험과학을 종합하려 했다.
그가 아직 미시간에서 철학과 교수를 하고 있는 동안 듀이와 그의 동료들이었던 제임스 하이든 터프츠, 조지 허버트 메드와 그의 제자 제임스 로우랜드 엔젤은 모두 윌리엄 제임스의 새로운 저서, 심리학의 원리(Principles of Psychology, 1890) 으로부터 강한 영향을 받았다.
1894년까지, 듀이는 그가 나중에 윤리(Ethics,1908)를 함께 집필한 터프츠와 새롭게 설립된 시카고 대학에서 함께하기로 했고 메드와 엔젤을 시카고 대학으로 불렀다. 네 사람은 심리학의 "시카고 그룹“의 기반을 만들었다.

## 사상 및 업적
그는 실용주의(프래그머티즘)의 대표적인 철학자로 사상계에 정통적 지위를 차지하였으며, 탐구보다 행동을 제일로 하는 실천적 연구에 중점을 두고, 정신 철학을 대표한 것으로서 주목된다.
그의 철학은 인간의 인식을 환경에 흥미를 매개로 적응시키는 과정으로서 파악하는 입장이며, 개념·판단·추론을 그 과정의 도구 혹은 기구로 보는 실험주의적 논리를 기반으로 한 창조적 지성을 통하여 조직화·사회화함으로써 사회를 구습에서 개조하려는 철학으로, 그는 자기의 입장을 '실천적 이상주의', 혹은 '도구주의'라고 불렀다.
교육학자로서의 그는 실험주의 교육으로 아동의 생산 활동에 기초한 노작(勞作) 학교를 주창하여 교육에 큰 영향을 주고 1920년대에는 아시아 및 멕시코 등을 방문하여 각국의 교육을 시찰, 지도하였다. 특히 중화민국에 많은 영향을 주었다. 92세에 달하는 생애 동안의 그의 저작은 정치론·심리학·미학 등 여러 방면에 영향을 미치고 있다.

## 복지활동, 여성운동, 민주주의에 관한 업적
듀이는 시카고 대학의 실험학교를 설립했고 교육 단체와 사회복지관을 지원했는데 그중에서도 특히 제인 애덤스의 헐하우스를 지원했다.
헐하우스의 첫 번째 이사회 멤버였던 듀이는 행동파였을 뿐만 아니라 규모가 큰 시카고 이주민 단체와 여성의 투표권을 위해 일하는 파트너였다. 헐하우스에서 가르치는 동안 듀이는 어린이들의 교육의 부족과 이주민 여성들의 교육과 기술 부족을 경험했다. 스텡겔은 말한다.
“애덤스는 의심의 여지없이 민주 공동체와 실용적인 교육을 창시한 사람이다. 듀이는 의심의 여지없이 이것을 반영하는 역할을 했다. 듀이는 애덤스가 살아갔던 사회적, 정신적 그리고 교육적인 과정을 분석하고 분류했다.”
그의 민주주의에 대한 주요한 관점은 다음과 같았다. 우선 듀이는 민주주의가 정치의 방식이기보다는 윤리적 이상향이라고 믿었다. 둘째, 그는 대표성이 아닌 민주주의의 본질인 참여를 고려했다. 셋째, 그는 민주주의와 과학적 방식의 조화를 주장했다. 마지막으로 듀이는 정치부터 산업과 사회까지의 민주주의의 확장을 주장했다.
듀이는 사회에서 여성의 지위는 여성의 생물학적 특성뿐만 아니라 환경에 의해 결정된다고 믿었다. 여성에 대해서 그는 이렇게 말한다. “당신은 성별이라는 틀에 갇혀서 여성을 바라본다. 잠시 동안 만이라도 그들을 개별적인 사람으로 생각해보라. 성별 자격요건을 고려하지 말고. 당신은 아마 그들이 뭘 해야하고 뭘 하지 말아야 하는지에 대한 확실한 일반화를 하지 못할 것이다.”
존 듀이의 지지로 인해 제인 애덤스의 헐 하우스와 다른 시설들은 더 많은 사람들의 지원을 받았고 대중들에게 알려졌다. 늘어가는 지원과 함께 공동체의 참여와 여성의 선거권 운동에 대한 지지 또한 늘었다.
하지만 듀이의 비평가들이 말했던 것처럼 그는 그의 아이디어를 충족하면서 성공적인 민주주의와 교육체계 그리고 성공적인 여성 선거권 운동으로 이끌 만한 전략을 생각해낼 수가 없었다. 당시의 복잡한 사회에서 사람들은 문제점들을 고치는 데에 노력을 크게 보이지 않는 듀이를 비판했다.
존 듀이는 비록 매우 보수적인 기독교 가정에서 자랐지만, 이런 종류의 종교적 세계관을 없애고자 하는 데에 대한 행동으로 인본주의자 선언문에 서명하기도 하였다.

## 교육과 교사교육에 관한 업적

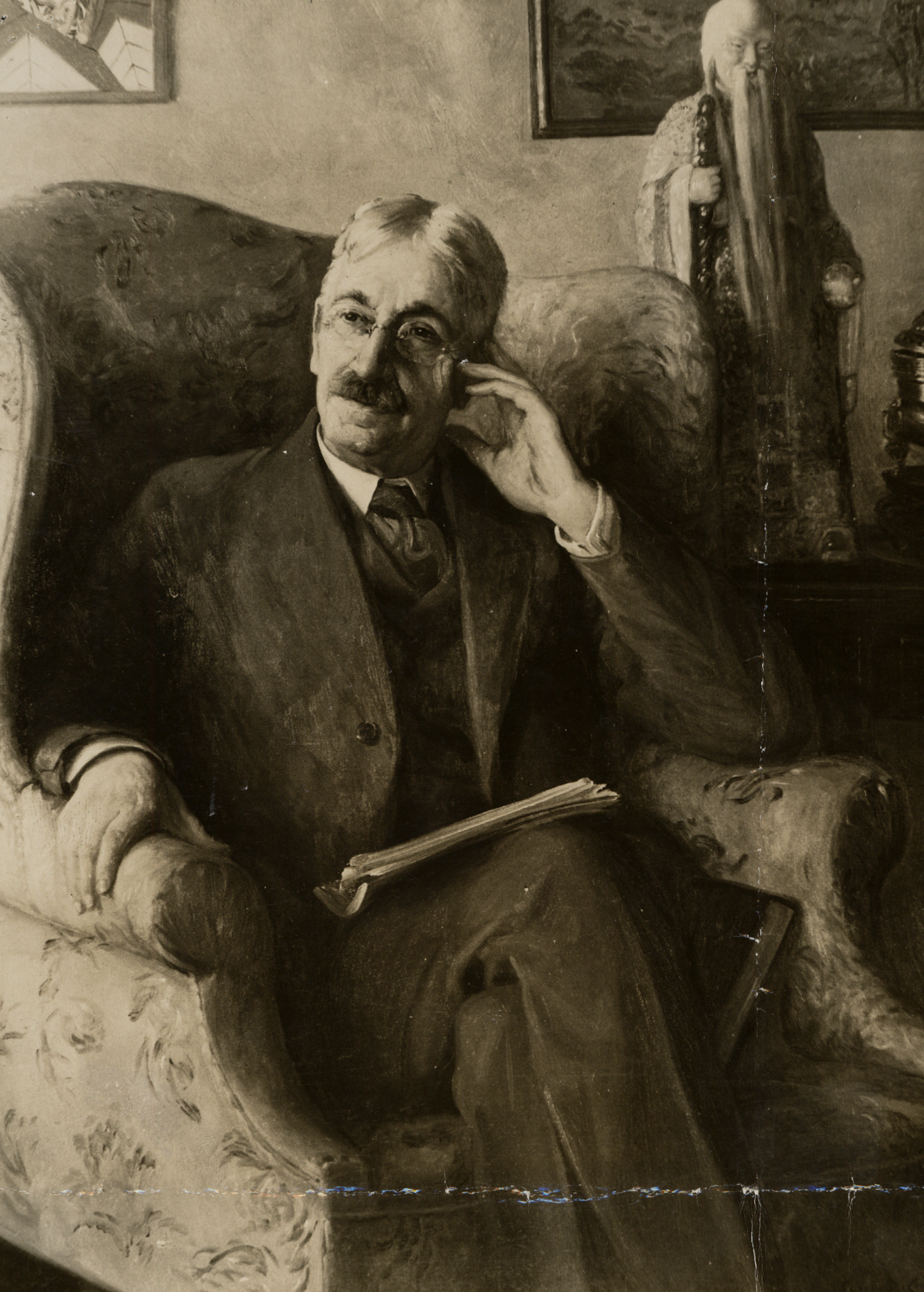
존 듀이

많은 사람들에게 교육의 목적은 제한된 기술과 정보를 주고도 특정한 일을 해낼 수 있는 학생들을 양육하는 것이다. 듀이가 말했듯이, 이러한 시각은 고용주의 요구를 충족시키기 위해 제한된 교육과 훈육 기술로 유능하고 실질적인 교사를 신속하게 양성하려고 하는 교사 양성 학교에도 적용된다. 듀이에게 학교와 교사는 사회복지서비스의 제공자와 노동력으로서, 현재와 미래의 사회적 진보를 이끌 정신적이고 사회적인 선행을 할 유일무이한 책임을 가지고 있는 존재였다.
듀이가 말했듯이, "교사의 업무는 공동체에서 더 높은 지적 우수성의 기준을 형성하는 것이고 공교육의 목표는 이런 지적 우수성을 가진 사람들의 수를 최대로 만드는 것이다. 다양한 직업과 상황 속에서 현명하고 효율적으로 행동할 수 있는 능력인 기술은 어떠한 사회가 도달한 문명의 정도에 대한 평가와 신호이다. 현대 생활에 필요한 다양한 종류의 기술을 얻을 수 있도록 도와주는 것이 교사의 업무이다.”
듀이는 성공적인 교사는 지식에 대한 열정과 그들이 가르치는 물질과 방법에 대한 지적인 호기심을 소유한다고 믿었다. 듀이는 이러한 경향이 배움에 대한 내재된 호기심과 사랑이라고 생각했고 그것들은 개인의 교과서 안의 지식을 습득하고 암송하고 다시 정리하는 능력에 따라 차이가 있었다. 듀이에 의하면 교사는 그가 가르쳐야 하는 모든 과목에서 일류 학자가 되기 위해 애써야 하는 것이 아니었다. 오히려 그는 교사가 역사, 수학, 문학, 과학, 예술 같은 한 과목에 대한 특별한 열정과 태도를 가지고 있어야 한다고 말했다. 교사는 모든 과목에 뛰어나지 않아도 된다. 한 과목에 대한 진정한 사랑이 진정한 지식과 통찰력을 이끌어낼 것이다.
듀이는 교사의 자질을 가장 잘 나타내는 것은 학생들이 보이는 반응에 대한 날카로운 주의력으로 학생의 심리를 파악하고 그에 대처하는 능력이라고 했다. 듀이는 말했다.
“종종 사람들은 내게 어떻게 교사가 한 번도 미술을 배운 적 없는 데도 불구하고 여전히 좋은 교사일 수가 있냐고 물었다. 간단하다. 그들은 그들이 접촉하고 있는 사람의 마음에 대해 신속하고 확실하고 지칠 줄 모르는 공감능력이 있다. 교사들의 마음은 다른 이들의 마음과 조화를 이루어 움직인다. ”(Dewey, APT, 2010, p. 36). 이런 교사는 복잡한 심리의 변화에 대해서 진실하게 인식하고 이런 과정의 성공과 실패뿐만 아니라 그것을 후에 어떻게 개선할 지를 판단할 수 있는 용기를 가지고 있다.
듀이에 따르면 성공적인 교사는 어린이들의 지적인 성장을 도모하는데 없어서는 안될 열정을 갖추고 있다. 또한 그는 그의 직업이 다른 전문직에 비해서 더 스트레스가 많고 근무시간이 길지만 경제적인 수입은 적다는 것을 안다. 하지만 이런 모든 것들은 학생들에 대한 그의 진심어린 애정과 공감으로 극복할 수 있다. 듀이는 스트레스 요인들과 요구들을 극복할 수 있는 정신력은 교사에게 아주 중요하다고 했다. 학생들이 교사가 진심으로 그들을 위해 가르치고 있지 않다는 것을 느낄 수 있기 때문이다. 이러한 부정적인 행실은 어린이들이 배움과 지적 성장을 추구하는데 있어서 장애물이 된다. 그러므로 학생들이 교육적인 과정에 더 참여하고 지식에 대한 호기심을 발휘하길 바란다면, 교사는 그들 스스로 학생들에게 어떻게 반응하는지와 가르치는 것에서 받는 스트레스가 이 과정에 영향을 미친다는 사실을 인지하고 있어야 한다.

## 주요 저서
- 학교와 사회(The school and society, 1899년)
- 민주주의와 교육(Democracy and Education, 1916년）
- 인간성과 행위(Human Nature and Conduct, 1921년)
- 공중과 그 문제(The Public and its Problems, 1927년)
- 확실성의 탐구(The Quest for Certainty, 1929년)
- 경험으로서의 예술（Art as Experience, 1934년）
- 경험과 교육 (Experience and Education, 1938년）
- 논리학-탐구의 이론(Logic: The Theory of Inquiry , 1938년)

## 같이 보기
- 윌리엄 제임스
- 아르투르 쇼펜하우어
- 리처드 로티